# Polypedates pseudocruciger
Espèce
Statut de conservation UICN

 LC  : Préoccupation mineure
Polypedates pseudocruciger est une espèce d'amphibiens de la famille des Rhacophoridae.

## Répartition
Cette espèce est endémique du sud des Ghâts occidentaux en Inde. Elle est présente entre 200 et 950 m d'altitude au Tamil Nadu, au Karnataka et au Kerala,.

## Publication originale
- Das & Ravichandran, 1998 : A new species of Polypedates (Anura: Rhacophoridae) from the Western Ghats, India allied to the Sri Lankan P. cruciger Blyth, 1852. Hamadryad, vol. 22, p. 88-94.